# Station Dobrzechów
Station Dobrzechów is een spoorwegstation in de Poolse plaats Dobrzechów.